# Bagnolo in Piano
Pour les articles homonymes, voir Bagnolo.
Bagnolo in Piano est une commune italienne de la province de Reggio d'Émilie dans la région Émilie-Romagne en Italie.

## Administration
| Période                                  | Période     | Identité       | Étiquette     | Qualité |
| ---------------------------------------- | ----------- | -------------- | ------------- | ------- |
| 27/06/2019                               | aujourd'hui | Gianluca Paoli | Liste Civique | Maire   |
| Les données manquantes sont à compléter. |             |                |               |         |

### Hameaux
Castello San Michele, Ponte Beviera, Ponte Nuovo, Romani, San Michele, San Tommaso, Santa Maria-San Giovanni

## Jumelages
La commune est jumelée avec Gémenos.

### Communes limitrophes
Cadelbosco di Sopra, Correggio (Italie), Novellara